# Kruisstroomfiltratie
Kruisstroomfiltratie, ook bekend als tangentiële stroomfiltratie, is een type filtratie in de chemische technologie, biochemische technologie en eiwitzuivering.
Kruisstroomfiltratie verschilt van doorlopende filtratie waarbij de voeding door een membraan of bed wordt geleid, waarbij de vaste stoffen in het filter worden opgevangen en het filtraat aan het andere uiteinde wordt vrijgegeven. Kruisstroomfiltratie dankt zijn naam aan het feit dat het grootste deel van de voedingsstroom tangentieel over het oppervlak van het filter gaat in plaats van door het filter. Het belangrijkste voordeel hiervan is dat de filterkoek (die het filter kan verstoppen) tijdens het filtratieproces aanzienlijk wordt weggespoeld, waardoor een filtereenheid langer in bedrijf kan zijn. Kruisstroomfiltratie kan daarmee eenvoudiger als continuproces worden toegepast, dit in tegenstelling tot de traditionele doorlopende filtratie.
Dit type filtratie wordt typisch toegepast in situaties waarin een hoog aandeel vaste stoffen met kleine deeltjesgrootte in het oorspronkelijke systeem voorkomt, terwijl het permeaat van de meeste waarde is. Vast materiaal kan het filteroppervlak snel verstoppen wanneer gebruikgemaakt wordt van doorlopende filtratie. Industriële voorbeelden hiervan zijn de concentratie van oplosbare antibiotica uit fermentatievloeistoffen.
De belangrijkste drijvende kracht achter het cross-flow filtratieproces is de transmembraandruk. Transmembraandruk is een maat voor het drukverschil tussen twee zijden van het membraan. Tijdens het proces kan de transmembraandruk afnemen als gevolg van een toename van de permeaatviscositeit, daarom neemt de filtratie-efficiëntie af en kan dit tijdrovend zijn voor grootschalige processen. Dit kan worden voorkomen door het permeaat te verdunnen of het debiet van het systeem te verhogen.